# Теорема Титчмарша — Пойи
Теорема Титчмарша — Пойи — утверждение теории вероятностей, определяющее достаточные условия для того, чтобы некоторая функция была характеристической функцией случайной величины. Её многомерное обобщение для характеристической функции случайного вектора неизвестно.

## Формулировка
Всякая чётная функция {\displaystyle \varphi (t)}, непрерывная в нуле, ограниченная, неотрицательная и выпуклая вниз при {\displaystyle t>0}, является характеристической функцией (закона распределения, называемого «выпуклым»).

## Доказательство
Доказательство теоремы приведено в книгах.